# 泰萊內什蒂
泰萊內什蒂（羅馬尼亞語：Telenești）是摩爾多瓦的城市，也是泰萊內什蒂區的首府，位於該國中部，距離首都基希涅夫91公里，面積53.6平方公里，海拔高度96米，2012年人口8,100。